# Réseau actif
 (mars 2015).
Si vous disposez d'ouvrages ou d'articles de référence ou si vous connaissez des sites web de qualité traitant du thème abordé ici, merci de compléter l'article en donnant les références utiles à sa vérifiabilité et en les liant à la section « Notes et références ».
Pour les articles homonymes, voir Réseau (homonymie).
La mise en réseau actif (ou « active networking ») est une forme de communication qui permet aux paquets de données parcourant un réseau de télécommunications de modifier l’exploitation du réseau de manière dynamique.

## Fonctionnement
L’architecture d’un réseau actif se compose d’environnements d’exécution (de la même façon qu’un shell Unix qui peut exécuter des paquets actifs), tel le nœud d’un système d’exploitation capable de supporter un ou plusieurs environnements d’exécution.
Il est également composé de matériels actifs, capables d’opérations de routage ou de commutation ainsi que l’exécution de codes au travers des paquets actifs.
Cela diffère des architectures de réseaux traditionnelles qui visent la robustesse et la stabilité par la suppression de la complexité ainsi que la capacité à transformer ses opérations fondamentales provenant des composants de réseau sous-jacents. Les  processeurs réseau sont une façon d’exécuter des concepts de réseau actif. Les réseaux actifs ont également été implémentés comme réseaux overlay.

## Avantages
Un réseau actif offre la possibilité d’effectuer rapidement des changements hautement adaptés, et ce, « en temps réel » lors des opérations de réseau sous-jacentes.
Cela permet, par exemple, l’envoi de codes contenant des paquets d’informations, ce qui permet aux données de changer de forme (code) afin de correspondre aux caractéristiques du canal.
Le plus petit programme capable de générer une séquence de données peut trouver sa définition dans la complexité de Kolmogorov.
L’utilisation en temps réel d’algorithmes génétiques est également possible grâce au réseau actif dans le but de créer des services réseau.

## Défis fondamentaux
La recherche de réseau actif détermine la meilleure méthode afin d’incorporer une capacité dynamique au sein des réseaux.
Pour cela, la recherche de réseaux actifs doit aborder le problème de répartition optimale de calcul par opposition à la communication au travers des réseaux de communication. Un problème similaire lié à la compression de code comme complexité est transféré par la théorie algorithmique de l'information.
L’un des défis de la mise en réseau active fut l’incapacité de la théorie de l’information à reproduire mathématiquement le paradigme du réseau actif et permettre l’ingénierie de ce réseau. Cela est dû à la nature active du réseau dans lequel les paquets contiennent du code qui transforme dynamiquement le fonctionnement du réseau. Des progrès fondamentaux dans la théorie de l’information sont nécessaires afin de comprendre au mieux un tel réseau.

Un canal de réseau actif utilise des codes exécutables au sein des paquets afin d’influencer le canal qui régit la connexion entre les séquences transmises et les séquences reçues. est partiellement composé de données, et de codes. En plus d’une intégration de codes, le canal intermédiaire peut modifier ses fonctionnalités et capacités.

## Réseaux actifs à l’échelle nanométrique
Étant donné que la limite de la réduction de la taille du transistor est atteinte par la technologie actuelle, les concepts de la mise en réseau actif sont à l’étude afin d’améliorer l’aboutissement des calculs et de la communication. 